# Festival Internacional de Folclore y Juegos Folclóricos de Niños de Yilan
La Festival Internacional de Folclore y Juegos Folclóricos de Niños de Yilan (YICFFF, 宜蘭國際童玩藝術節) es un festival internacional en Taiwán que se celebra cada verano en el Parque Acuático de Río Dongshan del Yilan, Taiwán, desde 1996.
El festival se ha cancelado en dos ocasiones. En 2003, a causa del SARS, y en 2007, por decisión del gobierno del Yilan. Con la llegada al poder del Partido Democrático Progresivo volvió a celebrarse (desde 2009). Asimismo, la finalización del Túnel Hsuehshan ha facilitado la visita al festival.

## Tiques y reservas
| Categoría                       | Categoría  | Vacaciones (Sáb - Dom) $NT | Laborables (Lun - Vie) $NT | Válido para                                                            |
| ------------------------------- | ---------- | -------------------------- | -------------------------- | ---------------------------------------------------------------------- |
| Reserva anticipada (6/10 - 7/2) | Individuos | 300                        | 200                        |                                                                        |
| Reserva anticipada (6/10 - 7/2) | Familias   | 1,000                      | 600                        | Un billete por 2 adultos y 2 niños                                     |
| Regular 7/3 - 8/15              | Individuos | 350                        | 250                        |                                                                        |
| Regular 7/3 - 8/15              | Descuento  | 300                        | 200                        | Grupos de 30 o más                                                     |
| Regular 7/3 - 8/15              | Niños      | 250                        | 150                        | La edad entre los 6 y 12 años o los niños entre 1.15m y 1.5m de altura |